# 正德 (日本)
正德（元年：1711年—末年：1716年）是日本中御門天皇的年号之一，共使用六年。江戶幕府的將軍是德川家宣、德川家繼。

## 出典
正德由《尚書·正義》中用來注《尚書·大禹謨》那句“禹曰：「於！帝念哉！德惟善政，政在養民。火、水、金、木、土、穀，惟修；正德、利用、厚生，惟和；九功惟敘，九敘惟歌。戒之用休，董之用威，勸之以九歌，俾勿壞。」"的「正德者自正其德」而來。

## 大事记
- 舊曆宝永八年四月十五日，公曆1711年6月11日，中御門天皇即位后改元正德。
- 舊曆正德六年六月二十二日，公曆1716年8月9日，改元享保。

## 逝世
- 正德三年——荻原重秀，享年55
- 正德四年——柳澤吉保（享年56）和牧野成貞（享年78），江戶幕府第五代將軍德川綱吉的側用人。竹本義太夫（享年63），日本淨琉璃音樂劇流派「義太夫節」的始祖。